# Glup

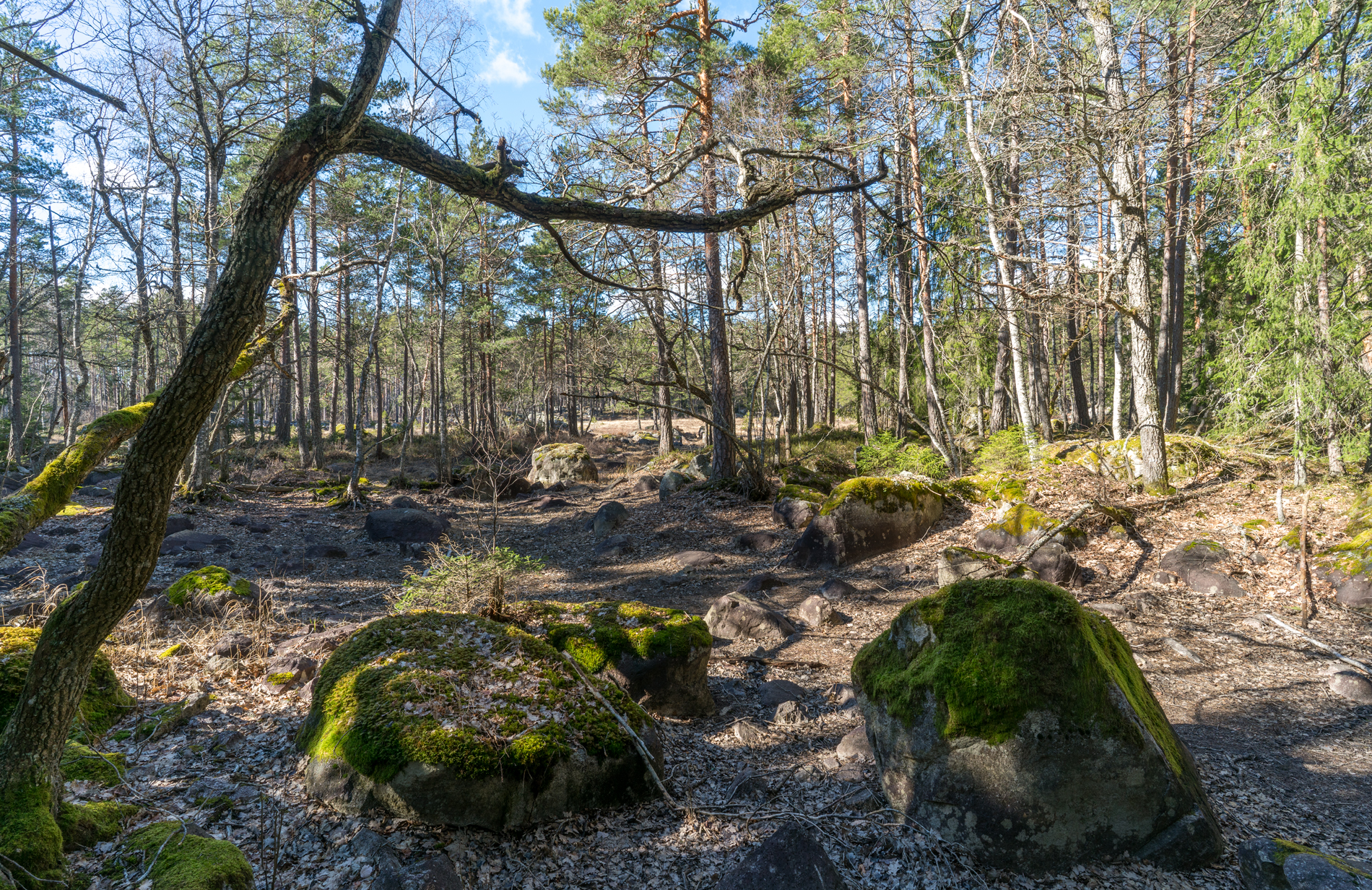
Torrlagd glup i Styggkärrets naturreservat.

Glup är ett ålderdomligt uttryck för ett speciellt fenomen som uppträder i uppländsk terräng. Det förklaras som en tidvis vattenfylld sänka med underjordiska till- och utlopp. Glupar förekommer främst i Uppland eftersom de kräver speciella geologiska och hydrologiska förhållanden för att kunna bildas.
Tord Ingmar, legendarisk naturvårdsdirektör i Uppsala beskriver i sin Naturvårdsinventering av Uppsalatrakten, gluparna som tidvis djupt vattenfyllda och tidvis helt eller delvis torrlagda svackor i en genomsläpplig jordart, vanligen grovblockig morän (se nedan Stolpe 1869, s. 8). Storleken brukar variera mellan 0,1 - 1 hektar. Från de mest utpräglade gluparna med 1 - 1,5 meters vattenståndsvariation och med helt torrlagd ängs- eller lövförnabotten under torrare perioder finns alla övergångar till kärrsvackor med något större vattenståndsvariationer än normala kärr. Torvbildning kan saknas men vegetationen är ofta kärrartad med inslag av starr. Strax intill Linnéstigen vid Jumkil, i sänkan med lera finns ett litet kärr med vattenklöver (Menyanthes trifoliata) och kråkklöver (Potentilla palustris). Vattenklöver har stora klöverlika blad. Den förekommer sällan här, men när man hittar ett exemplar med blommor kan man se att kronbladen har små fransar. Kråkklöver har nästan svarta kronblad och för att studera dem, måste man kliva ut i blötan. En annan växt som främst karakteriserar Nässelbopussen är pors (Myrica gale).
Den beskrivning av glupen som angivits ovan, förklarar bara delvis detta hydrologiska fenomen. Möjligen kommer man lösningen något närmare om man går till Stolpes beskrivning.
"Glup är ett namn, som likaledes torde för de flesta vara okänt. I landskapsmålen finnas flera beslägtade ord, äfven i isländskan, -gljúfr-, öppning, remna. I denna del av Upland förstår man med glup en öppning i marken, der det från en högre liggande mark nedströmmande vattnet icke samlar sig, utan spårlöst förvinner. Sådana glupar äro ej sällsynta, kanske talrikast inom Börje och Jumkils socknar. Vid närmare undersökning med borren, blir fenomenet lätt förklaradt. Söder om Börje kyrka och Elgtorpet är i marken en grop omkring 4 fot djup, liggande i en liten däld. Borrning i gropen visade, att de första 8 foten utgjordes af grusig och sandig lera, derunder var hård hvarfig mergel. Gruset och sanden, ehuru ej i någon myckenhet till finnandes, äro dock tillräckliga för att underlätta vattnets genomsipprande"  (efter Stolpe, 1869, s. 8 i SGU Ser Aa 31).
Några undersökningar som ingående förklarat fenomenet glup har ej påträffats. En möjlig förklaring skulle kunna vara att det krävs en kuperad moränterräng, där moränen har en grov textur t.ex. blockrik grusig-sandig morän samt ett läge under högsta kustlinjen (HK) där svackorna har täckts med lera. Av Stolpes beskrivning  ovan, förekommer det sannolikt även lager av svallsediment ovanpå glaciallera ("hvarfig mergel). Detta förutsätter att området utsatts för svallning och att moränhöjderna bearbetats av vågsvallet under strandförskjutningen.
I vissa lägen i den kuperade moränterrängen överlagrar glaciallera bottnen i sänkorna så att moräntopografin maskerats och en blockfri yta uppstått. I många fall förekommer det nära nog cirkulära ytor där kärrmarker av olika typer bildat tunna torvlager i ytan.
Speciellt under våren och i samband med snösmältningen kommer dräneringsvattnet från omgivande blockrika och väldränerade moränkullar att svämma över torvmarken och bilda grunda vattensamlingar. Sådana vattenståndsvariationer framgår av märken på block i glupens randzon.
Ofta kan man på kartan se att dessa vattensamlingar benämns med ordet puss, exempelvis Nässelbopussen och Brotorpspussen. Brotorpspussen, som är områdets största glup, är en ren fastmarksglup kantad med bl. a. ek och annan lundvegetation. Under försommaren eller sommaren kommer sedan kärret att torka ut, möjligen genom dränering genom den underliggande grova moränen, som definitionen av glup antyder. Dock är det mer sannolikt att det är en kombination av dränering och avdunstning, eftersom sommarregnen ej förmår att höja grundvattenytan i den grovkorniga permeabla moränen. Således får glupen inget tillskott av vatten, vilket kan upplevas som att vattenytan har stora fluktuationer mellan vår och sommar.
- Föreningen skogen